# 台灣手語
臺灣手語（英語：Taiwan Sign Language），是台灣的聽障者用以溝通的主要語言，臺灣日治時期受日本手語影響，有60%可識度，亦受香港手語和上海手語影響。2018年12月25日，《國家語言發展法》正式立法，臺灣手語列入中華民國的國家語言。

## 歷史
日治時代，台灣總督府在台北、台南設立了瘖啞學校。在台北有「木村盲啞教育所」，由退休海軍醫官木村謹吾於1917年創辦。在台南有「私立台南盲啞學校」，為慈善機構慈惠院所有，內有「聾啞部」。此校前身是英國傳教士甘為霖於1889年設立之訓盲院，於1915年改稱為盲啞學校。此二校以手語教學，使日本手語在台灣聾人中普及。明治時期教育方法分為東京、大阪兩大派，東京派學者在北部，大阪派學者在中南部。
戰後之聽障教育大量使用來自中國手語的詞彙。由於中國大陸師資多留在台灣北部，因此台北啟聰學校使用不少中國手語詞彙，台南啟聰學校與台中分校則少受影響。中國大陸師資來自北京、南京、上海、重慶、杭州等地，所用手語大同小異。另外，陸君歐、姜思農等創立的中國聾啞學校、私立啟英學校，使用較多中國手語南部方言。

## 臺灣手語的分類
自然手語是聾人的母語，語法與聽人（指可以聽到聲音說話的人）慣用口語的語法不大相同，由手勢、姿勢、表情組成。
- 北部手語：來自東京系統的日本手語、中國手語
- 中部手語：大部分來自南部手語
- 南部手語：來自大阪系統的日本手語和部份中國手語

其中使用北部手語的人口相對較大，其次為南部手語，中部手語與南部手語略有不同，使用人口也相對較少。

## 與其他手語系統的比較
- 文法手語：即按照漢語口語的詞序所打出的手語，以一個口語詞對應一個手語詞，常做為聽人、聾人間用以交談的手語。但此名稱容易讓人誤解為自然手語就沒有文法。「文法手語」是由中華民國教育部的聽人官員主導制定，並不是自然發展而來，可能是一種人工語言或混合語。
- 文字手語：是指每一個中文字都有一個手語與之相對，其中包括許多不同的手語破音字。主要用於打出人名及地名，及把科學與技術上之專有名詞從華語翻譯成台灣手語，屬於詞彙層面的直譯。[6]
- 注音手語：為了教育聾小孩學習說漢語口語而發展出的手語。
- 國語口手語：臺北市立啟聰學校退休教師陳彩屏，修改美國學者史文漢的注音手語系統，教導聽障生自手語中學習漢語口語。

## 臺灣手語研究及推廣
台灣手語的研究起步相當晚，第一篇關於台灣手語研究的文章到1950年代後期才產生（Li 1959）。從1960年到1970年代初期，在台灣各地的聾人學校皆備有「中國手語」和「文法手語」的典籍。
在1970年代中期，美籍學者史文漢（Wayne H. Smith）開始進行台灣手語詞彙的收集和分類，並撰寫有關台灣手語之非手勢符號、詞序、複合詞、語音和音韻、及揚眉等語言學相關的文章。其學術論文（Smith 1989）是第一本關於台灣手語研究的博士論文。從那時起，其他研究者開始重視台灣手語，中華民國聾人協會並出版了兩本台灣手語的教科書。
於2001年開始，國立中正大學語言學研究所戴浩一教授帶領，執行國科會專題研究計畫「台灣手語之研究：音韻、構詞、句法與影像辭典」，為國內首度有系統、全面性的手語語言學研究。帶領多名研究生進行台灣手語的詞彙的收集與錄製，建立台灣手語詞彙資料庫。同時以此詞彙影像資料庫為基礎，建立一個中英雙語解說的「台灣手語線上辭典」。

## 腳註
1. ↑  臺灣手語于《民族语》的链接（第18版，2015年）
2. ↑  Hammarström, Harald; Forkel, Robert; Haspelmath, Martin; Bank, Sebastian (编). . . Jena: Max Planck Institute for the Science of Human History. 2016.
3. ↑  .   [2023-07-11]. （原始内容存档于2013-06-06） （中文（臺灣））.
4. ↑  姚俊英，2006年，頁11。
5. ↑  姚俊英，2006年，頁11-12。
6. ↑  .   [2023-07-11]. （原始内容存档于2021-07-27） （中文（臺灣））.
7. ↑  Wayne H. Smith. Taiwan Sign Language Research: An Historical Overview (台灣手語研究之歷史概況). 語言暨語言學, 200504 (6:2期),  pp.187-215.
8. ↑  .   [2023-07-12]. （原始内容存档于2023-04-10）.

## 延伸閲讀
- Sasaki, Daisuke. (2007). "Comparing the lexicons of Japanese Sign Language and Taiwan Sign Language: a preliminary study focusing on the difference in the handshape parameter," Sign Language in Contact: Sociolinguistics in Deaf Communities (David Quinto-Pozos, editor). Washington, D.C.: Gallaudet University Press. ISBN 9781563683565; OCLC 154789790 （页面存档备份，存于）
- Smith, Wayne H. Taiwan Sign Language research: an historical overview. Language and Linguistics (Taipei)  6.2 (2005): 187–215. Online free access （页面存档备份，存于）

## 外部連結
- 台灣手語ISO 639-3 tss代碼 （页面存档备份，存于）
- 中華民國聾人協會(手語之家) （页面存档备份，存于）
- 中華民國聽障人協會 （页面存档备份，存于）
- 臺灣公視聽聽看節目 （页面存档备份，存于）
- 聯合影音網手語新聞 （页面存档备份，存于）
- 台灣交通大學手語社
- 台灣手語線上辭典 （页面存档备份，存于）